# Янначчи, Энцо
Энцо Янначчи (итал. Enzo Jannacci) (3 июня 1935 — 29 марта 2013) — итальянский певец, композитор, актер и комик. Его творчество занимало одно из самых важных мест на послевоенной итальянской музыкальной сцене.

## Биография
Родился Энцо Янначчи в Милане 3 июня 1935 года. Начал свою музыкальную карьеру в 1956 году, став клавишником группы Rocky Mountains. В 1957 году был клавишником группы Rock Boys, лидером которой был Адриано Челентано. В 1958 году, сохраняя членство в Rock Boys, создает с Джорджо Габером независимый музыкальный дуэт I due corsari, с которым он сделал свои первые записи. В эти же годы сотрудничал как джазовый пианист с такими известными музыкантами той поры, как Стэн Гетц, Джерри Маллиган, Чет Бейкер, Бад Пауэлл и Франко Черри, с которым он записал несколько альбомов.

## Дискография
- 1964 — «La Milano di Enzo Jannacci» (Jolly LPJ 5037)
- 1965 — «Enzo Jannacci in teatro» (live Jolly LPJ 5043)
- 1966 — «Sei minuti all’alba» (Jolly LPJ 5071)
- 1968 — «Vengo anch’io. No, tu no» (ARC ALPS 11007)
- 1968 — «Le canzoni di Enzo Jannacci» (Dischi Ricordi MRP 9050; collection of single records and unpublished Ricordi and Tavola Rotonda)
- 1970 — «La mia gente» (ARC ALPS 11021)
- 1972 — «Giorgio Gaber e Enzo Jannacci» (Family single records from 1959 to 1960 with Giorgio Gaber)
- 1972 — «Jannacci Enzo» (RCA Italiana, PSL 10539)
- 1975 — «Quelli che…» (Ultima Spiaggia, ZLUS 55180)
- 1976 — «vivere O o ridere» (Ultima Spiaggia, ZLUS 55189)
- 1977 — «Secondo te…Che gusto c'è?» (Ultima Spiaggia, ZPLS 34027)
- 1979 — «Fotoricordo» (Ultima Spiaggia, ZPLS 34075)
- 1980 — «Ci vuole orecchio» (Dischi Ricordi SMRL 6266)
- 1980 — «Nuove registrazioni» (Dischi Ricordi-Orizzonte ORL 8430)
- 1981 — «E allora…Concerto» (Dischi Ricordi SMRL 6282)
- 1983 — «Discogreve» (Dischi Ricordi SMRL 6302)
- 1983 — «Ja-Ga Brothers» (CGD with Giorgio Gaber)
- 1985 — «L’importante» (DDD)
- 1987 — «Parlare con i limoni» (DDD)
- В 1989 — «Se me lo dicevi prima e altri successi» (collection with unpublished too, DDD)
- В 1989 — «30 anni senza andare fuori tempo» (collection: live, DDD)
- 1991 — «Guarda la fotografia» (DDD)
- 1994 — «I soliti accordi» (DDD)
- 1998 — «Quando un musicista ride» (collection with unpublished too)
- 2001 — «Come gli aeroplani»
- 2003 — «l’uomo a metà»
- 2005 — «Milano 3.6.2005» (collection)
- 2006 — «The Best 2006» (collection with unpublished too)